# A hazug paradoxona
A logikában és a nyelvfilozófiában a hazug paradoxona témaköre olyan kijelentő mondatokhoz kapcsolódó problémák gyűjteménye, mint:
- „Most hazudok.”
- „Ez a mondat hamis.”
- „A következő mondat igaz. Az előző viszont hamis.”

Világos, hogy az „Ez a mondat hamis.” kijelentő mondat nem lehet igaz, hiszen akkor pont saját ellenkezőjét állítaná. Ám, hamis sem lehet, mert akkor igazat állítana. Ez tehát egy olyan kijelentő mondat, amely se nem igaz, se nem hamis.

## Aparadoxon
Amikor a logika megalapozását kutatva azt kérdezzük, hogy mikor igaz egy kijelentő mondat, illetve mikor hamis, akkor első gondolatunk feltehetően az, hogy
egy kijelentő mondatot akkor nevezünk igaznak, ha az, amit állít, a valóságban is úgy van.
Ez az elv Arisztotelészre vezethető vissza, aki a Metafizikában azt mondja:
„Hamis arról, ami van, azt mondani, hogy nincs, és ami nincs, arról azt mondani, hogy van; igaz pedig arról, ami van, azt mondani, hogy van, és arról, ami nincs, azt mondani, hogy nincs.”
Arisztotelész, Methaphysica, IV.7. Ford. Halasy-Nagy József, Budapest, 1938.
Arisztotelész tehát minden kijelentő mondat igazságát a valósághoz való hűségre vezeti vissza. Elmélete cáfolására felhozhatjuk ellenpéldaként a következő kijelentő mondatot:
Ez a mondat hamis.
Ezt nevezik a hazug paradoxonának (vagy legalábbis a hazug paradoxona legegyszerűbb variánsának).

## A paradoxon diszkussziója
A paradoxon elnevezésének magyarázatául szolgálhat például a következő, Cicerótól vett idézet:
„Valaki azt mondja magáról, hogy hazudik. Igaz, amit mond, vagy hazudik?”
Cicero, De Divinatione, II.108.
A szóban forgó ember minősítése a feladatunk. Vajon hazug-e ez az ember, vagy sem?
Az egyszerűség kedvéért térjünk vissza az eredeti mondathoz:
(A) Ez a mondat hamis.
A kérdés most ez: igaz-e az (A) mondat? Ha az (A) mondat igaz, akkor amit állít, a valóságban is úgy van, azaz (A)-nak – tartalmát tekintve – hamisnak kell lennie. Ha (A) hamis, akkor az, amit állít, a valóságban nincs úgy, azaz (A) – tartalmát tekintve – nem lehet hamis, vagyis igaz. Tekintve, hogy pont Arisztotelészre hivatkozva gondoljuk, hogy a klasszikus logikában egy mondat vagy igaz, vagy hamis (harmadik eset nincs), ezért az előbbiek miatt az (A) mondatra alkalmazva Arisztotelész igazságelméletét ellentmondásra jutunk.

### A paradoxon feloldásáról
Amikor azt gondoltuk, hogy a valóságnak való megfelelés segítségével minden kijelentő mondatról el tudjuk dönteni, hogy igaz vagy sem, akkor lényegében azt feltételeztük, hogy létezik egy hozzárendelés, mely minden mondathoz vagy az „igaz”, vagy a „hamis” értéket rendeli. Ezzel az a probléma, hogy amikor az (A) mondat értékének meghatározására kerül sor, akkor már tudnunk kéne, hogy az igaz vagy sem – ezt viszont még nem határoztuk meg. Amint bármilyen értéket adunk e szerint az értékelés szerint a mondatnak, ellentmondásra jutunk.

### Értékréses logika
Könnyen kikerüljük az ellentmondást, ha feltételezzük – Arisztotelésszel szemben –, hogy egyes mondatoknak nincs igazságértékük. Ebben az esetben ahelyett, hogy azt állítanánk, hogy az (A) mondat egyszerre igaz is és hamis is, azt mondjuk, hogy nincs igazságértéke. Ehhez a megoldáshoz legközelebbi logikai szemantikai rendszerek az úgynevezett értékréses logikák.

## Kiküszöbölése a formális nyelvekben

### Tarski és a metaszintek
A paradoxon feloldását az arisztotelészi elvek megtartásával először Alfred Tarski oldotta meg, Az igazság fogalma a formalizált nyelvekben című cikkében (1933). (Megjegyezzük, hogy ennek a cikknek a megjelenését tartják a logikai szemantika és modellelmélet megszületésének.) Tarski megvizsgálta, hogy az igazság fogalmát milyen körülmények között lehet megfelelő módon bevezetni tetszőleges formális nyelv esetén. (Arra is rámutat, hogy a természetes nyelvekben a hazug paradoxonát az arisztotelészi szemlélettel semmilyen módon nem lehet kiküszöbölni.) A megoldás a Tarski-féle T-sémán alapul. Lényegében arról van szó, hogy egy formális nyelv ideális esetben nem nyilatkozhat saját mondatai igazságáról. Így az (A) mondatban, formális nyelv esetén, az igaz terminus a formális nyelven kívüli nyelvből való, az úgynevezett metanyelvből, mely arra hivatott, hogy a formális nyelvről tegyen megállapításokat. Következésképpen az (A) mondat igazsága a metanyelvbeli fordításának „meta-igazságán” múlik, és nem saját igazságértékén. Ezzel megszabadultunk az ellentmondástól.
(Mindez önreferenciális formális nyelveknél nincs feltétlenül így.)

### Russell típuselméleti logikája
Russell 1903-ban a Mathematical Logic as Based on the Theory of Types című cikkében egy olyan speciális formális logikai nyelvet – az elágaztatott típuselmélet nyelvét – mutat be, melyben a hazug paradoxona nem léphet fel. Megoldása az, hogy akárhogy is definiáljuk az „igaz” kifejezést a típuselmélet nyelvében, tetszőleges S formális mondatra az „igaz S” mondat mindig egy szinttel feljebb van, mint S. Ekkor az „S ekvivalens azzal, hogy nem igaz S” mondat nem azonos szintű mondatokat tartalmaz, azaz nem megengedett formula, így nem okozhat ellentmondást. Megjegyezzük, hogy a szemantikával foglalkozó logikusok azért nem részesítették előnyben ezt a megoldást, mert tetszőleges S mondatra az „igaz S” állítás egyáltalán nem biztos, hogy vagy levezethető, vagy cáfolható, azaz nem feltétlenül teljesül rá a kizárt harmadik elve. Márpedig az „igazság” megfelelő meghatározásától elvárjuk ezt a követelményt.

### Axiomatikus igazságfogalmak
Azt is megtehetjük, hogy válogatunk a mondatok között, és csak valamely formális kritériumnak megfelelő kijelentéseket tekintünk igaz mondatoknak. Így jártak el az euklideszi geometria megalkotói is, akik ezzel kikerülték a hazug paradoxonának felbukkanását. Deduktív rendszerük biztosította, hogy minden levezethető tétel igaz legyen – feltéve, hogy az axiómákat is igaznak tekintjük –, de ezzel feladták azt az elvet, hogy minden állításról el tudják dönteni, hogy igaz, vagy sem. A geometriának hosszú évszázadai teltek el úgy, hogy megpróbálták bebizonyítani a párhuzamossági axiómát, mígnem kiderült, hogy ez az axióma sem nem bizonyítható, sem nem cáfolható (a többi axióma alkotta maradék axiómarendszerben). Minthogy így létezhetnek eldönthetetlen kijelentések, nyilvánvalóvá vált, hogy a levezethetőségre épülő igazságfogalom nem képes produkálni a kizárt harmadik elvének arisztotelészi követelményeit. Mindezektől függetlenül a matematikában máig kizárólag a formális axiomatikus igazságelméleteket részesítik előnyben.

## A hazug paradoxonának további variánsai
Nem feltétlenül muszáj, hogy a mondat saját igazságértékére hivatkozzon. Elég, ha a nyelvben szerepel az 'igaz' minősítés. A következő két mondat is jó példa a hazug paradoxonának működésére:
1. A következő állítás hamis.
2. Az előző állítás igaz.

Az előző változat általánosításaként tekintsük kijelentések egy véges halmazát, amelyek – egyebek közt – egymás igazságáról, illetve hamisságáról tesznek állításokat. Ábrázoljuk ezt a kijelentésrendszert egy irányított gráffal, amelynek csúcsai maguk a kijelentések, és egy kijelentéstől akkor és csak akkor vezet él egy másikhoz, ha állítást tesz annak igazságáról vagy hamisságáról. Színezzük pirosra a gráf azon éleit, amelyek kiindulópontja végpontjuk hamisságát állítja; és színezzük kékre a többi élt. A rendszer akkor és csak akkor rejti magában a hazug-paradoxon egy változatát, ha van benne páratlan sok piros élt tartalmazó irányított kör.
Elsősorban (de nem elsőként) Steve Yablo dolgozta ki a paradoxon olyan módosítását, amely kiküszöböli az önreferenciát (vagy bármiféle referenciális kör lehetőségét), ami – részben Russell és Tarski kutatásai eredményeként – mindaddig szükséges feltételeként volt elkönyvelve minden logikai és szemantikai paradoxonnak. Ezt a Yablo-paradoxont szokás ω-hazugnak is hívni. Az ω-hazug legegyszerűbb esete a következő végtelen kijelentésből álló sorozat:
1. A következő mondatok mindegyike hamis.
2. A következő mondatok mindegyike hamis.
3. A következő mondatok mindegyike hamis.

…
Kicsit kevésbé triviálisan, de ugyanazon elven áll elő a paradoxon. Feltéve bármelyik kijelentésről, hogy igaz, az következik, hogy mindegyik rákövetkezője hamis, köztük a közvetlenül rákövetkező is. Ez utóbbi viszont pont ezt állítja (tehát hogy minden rákövetkezője hamis), így ez a közvetlenül az eredetileg feltett utáni kijelentés igaz. Ellentmondás, tehát egyik mondat sem lehet igaz(mivel a kiinduló feltevés tetszőleges mondatra vonatkozott), akkor viszont mindegyik hamis. Ezzel viszont mindegyik mondat igazságfeltétele kielégül, tehát mind igaz. Ellentmondás.
Megjegyzés. Nagyon szellemes példákat találunk a témában Raymond Smullyan Mi a címe ennek a könyvnek? című könyvében. A szellemesség sűrítménye Karinthynál: "Pista azt mondja, hogy hazudik, de nem hazudik, tehát hazudik." A Garai-paradoxon a hazug paradoxonát egy logikai ikerpáros egyik tagjaként kezeli: az ikerpáros másik tagja a "Légy spontán!"-paradoxon; az előbbi egy leírásnak, az utóbbi egy előírásnak a metaszintjén képződik, ha a kijelentés tárgyszintje a metaszinten reprezentált viszonyt is tartalmazza.

## A hazug paradoxonának eredetéről
A paradoxon legkorábbi verzióját az I. e. 4. században élt Milétoszi Eubulidésznek tulajdonítják. A fent idézett Cicero részletben is Eubulidészt jelöli meg a szerző, mint a paradoxon kiötlőjét. Megjegyezzük, hogy Eubulidész nevéhez még számos más paradoxon is fűződik, melyek főleg a homályos definiáltságra, vagy a definiálhatatlanságra adnak jó példát. Ilyenek a csuklyás ember paradoxona, a kupac (vagy szóritész) paradoxona illetve a felszarvazott ember paradoxona.
Az úgynevezett Epimenidész-paradoxont a közvélemény (sőt sajnos néha a szakirodalom is) gyakran a hazug paradoxonnal egyenlőnek, vagy a hazug paradoxona szinonimájának gondolja. A két paradoxon azonossága azonban megkérdőjelezhető.
Az I. e. 600 körül élt krétai Epimenidész állítása így hangzott:
„Minden krétai hazudik.”
Ez az állítás – a hazug paradoxonával szemben – nem szükségszerűen paradoxon akkor, ha hamisnak tételezzük fel, hiszen attól még, hogy Epimenidész téved, vagy szándékosan nem mond igazat, nem kell, hogy az összes honfitársa ezt tegye. Sokak szerint Epimenidész paradoxona akkor sem paradoxon, ha igaz, hiszen attól még, hogy minden krétai hazudik néha, nem kell, hogy állandóan ezt tegye.
Megjegyezhető, hogy ha Epimenidész állítását úgy értelmezzük, hogy minden krétai mindig hazudik, a paradoxon akkor is feloldható, mert ha nem igaz az, hogy minden krétai hazudik, akkor ez precízen annyit jelent, hogy nem minden krétai hazudik. A matematikai logika ez utóbbit úgy fogalmazza át, hogy "létezik olyan krétai, aki nem hazudik".
Nincs tudomásunk arról, hogy Eubulidész ismerte, illetve felhasználta volna az Epimenidész-paradoxont saját paradoxonának megalkotásához, így a hazug paradoxont joggal kapcsolhatjuk Epimenidész helyett őhozzá.